# 10 Brygada Logistyczna

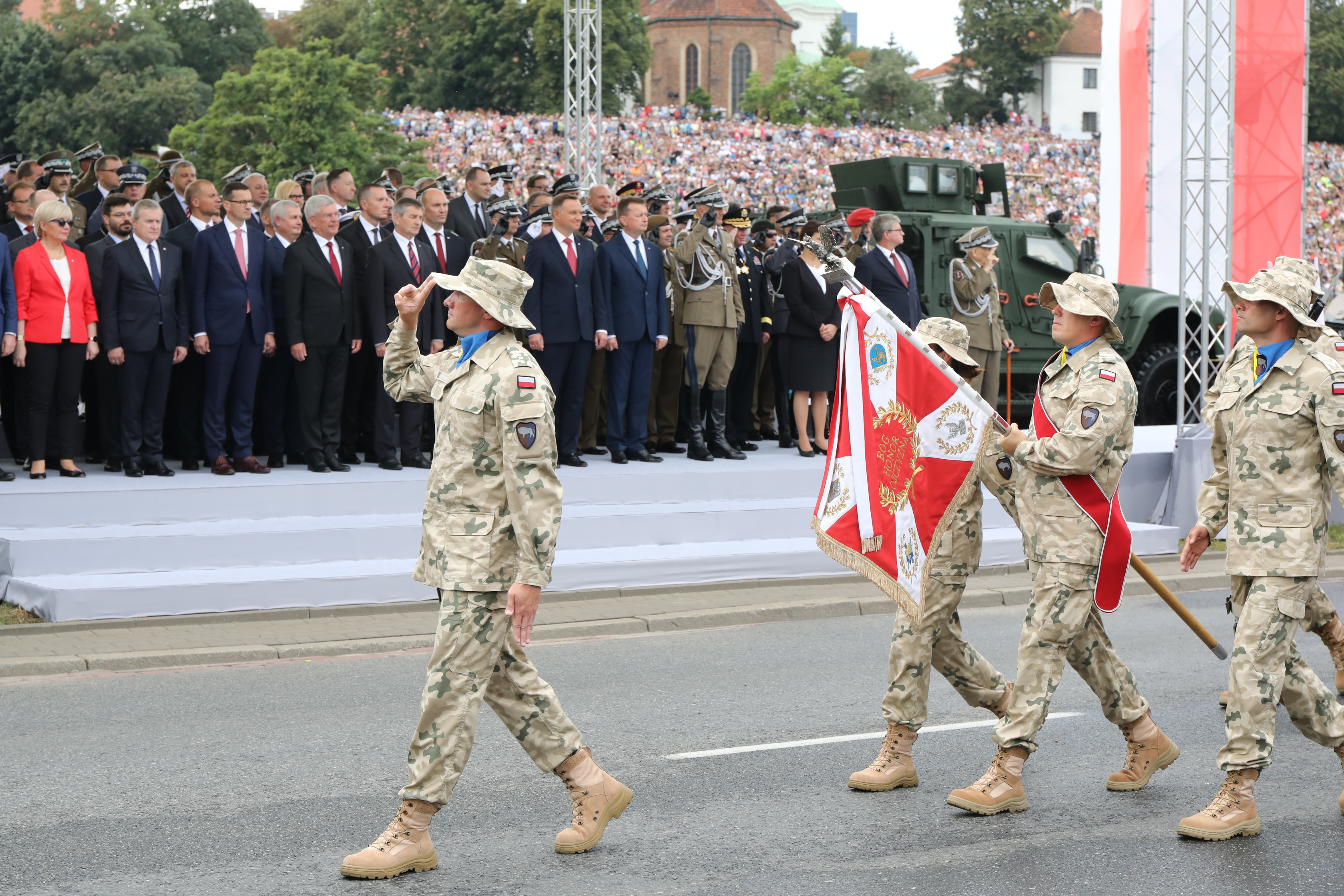
Obchody Święta WP w 2018

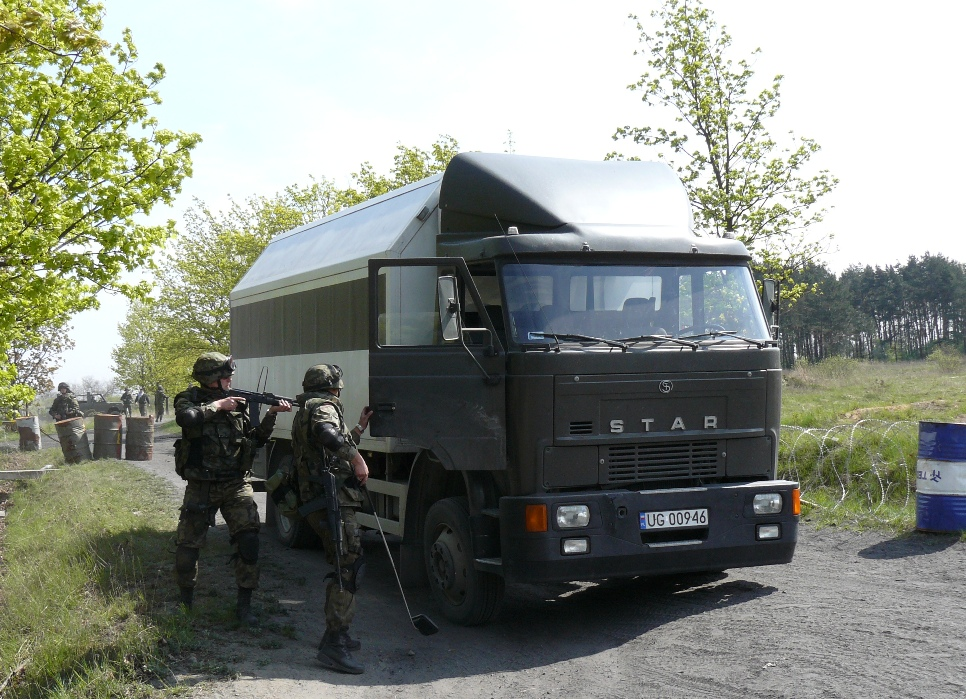
Szkolenie dowódców batalionów 10 Brygady Logistycznej. 16-17 kwietnia 2009

10 Opolska Brygada Logistyczna im. płk Piotra Wysockiego (10 BLog) – związek taktyczny (niższego szczebla) wsparcia logistycznego Wojska Polskiego.

## Formowanie i zadania
Brygada została sformowana na podstawie Zarządzenia Nr 14 PF/Org. Ministra Obrony Narodowej z dnia 9 lutego 1999 roku. Stacjonuje w Opolu i Komprachcicach. Podlega Inspektoratowi Wsparcia Sił Zbrojnych.
Realizuje głównie zadania wsparcia wojsk operacyjnych wchodzących w skład Polskich Kontyngentów Wojskowych (PKW), działających poza granicami kraju. Zabezpieczała kontyngenty: PKW Macedonia, PKW Kosowo, PKW Bośnia i Hercegowina, PKW Afganistan, PKW Irak, PKW Kongo, PKW Syria, a także brała udział w udzielaniu pomocy humanitarnej PKW Pakistan, po trzęsieniu ziemi w 2005 roku.
30 października 2012 w skład 2 batalionu logistycznego została włączona 24 kompania transportowa w Krośnie Odrzańskim. Pododdział został utworzony na bazie rozformowanego 4 Batalionu Zaopatrzenia.

## Tradycje
Decyzją Nr 265/MON Ministra Obrony Narodowej z 4 października 2002 10 Opolska Brygada Logistyczna kontynuuje tradycje:
- batalion dowodzenia - tradycje 10 batalionu dowodzenia JW 2012;
- Tyłowa Grupa Wsparcia Logistycznego - tradycje 1, 2 i 3 batalionu logistycznego oraz batalionu medycznego JW 2012;
- Wysunięta Grupa Wsparcia Logistycznego - tradycje 5 batalionu logistycznego JW 2012;
- Narodowa Grupa Wsparcia Logistycznego - tradycje 5 batalionu logistycznego JW 2012;
- zachowuje nazwę wyróżniającą „Opolska"
- przejmuje odznakę pamiątkową, oznakę rozpoznawczą i proporczyk JW 2012;
- przyjmuje imię patrona - pułkownika Piotra Wysockiego;
- doroczne Święto obchodzi w dniu 30 czerwca[1].

19 października 2002 roku prezydent Aleksander Kwaśniewski wręczył Brygadzie sztandar.

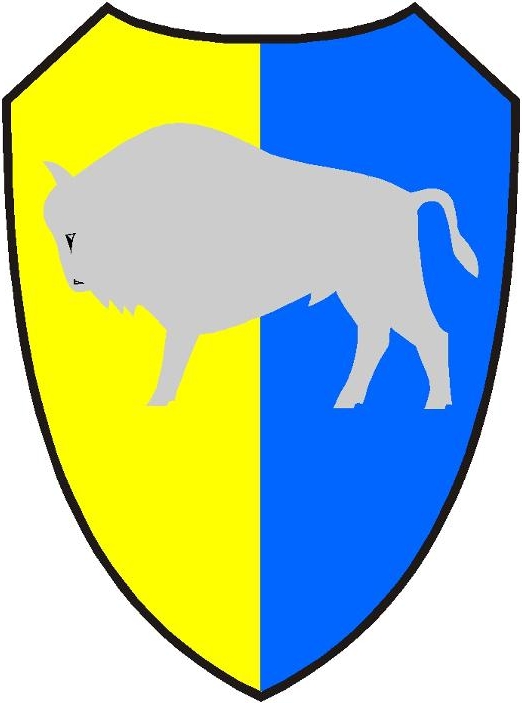
Oznaka rozpoznawcza na mundur wyjściowy
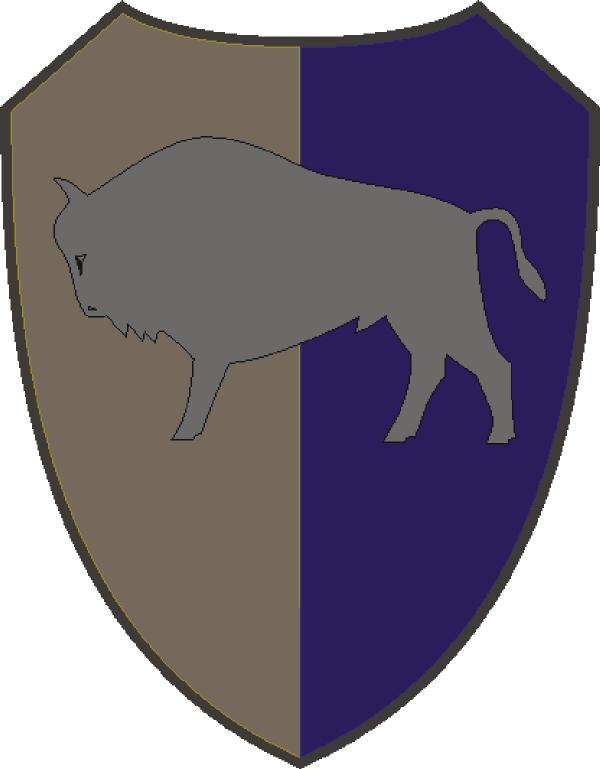
Oznaka rozpoznawcza na mundur polowy
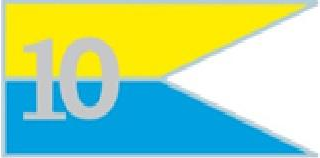
Proporczyk na beret wyjściowy
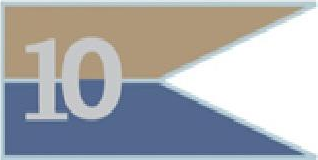
Proporczyk na beret polowy

## Struktura organizacyjna
- dowództwo i sztab – Opole
- batalion dowodzenia i zabezpieczenia – Opole
- 1 batalion logistyczny – Opole
- 2 batalion logistyczny – Opole
  - 4 Krośnieńska kompania transportowa – Krosno Odrzańskie
- 91 batalion logistyczny – Komprachcice
- 82 Oleśnicki batalion ewakuacji sprzętu – Oleśnica
- 55 batalion remontowy – Opole
- batalion składowania – Opole
  - kompania rurociągów dalekosiężnych – Puszcza Mariańska
- Grupa Zabezpieczenia Medycznego – Opole

## Uzbrojenie i wyposażenie
Uzbrojeniebroń strzelecka, armaty przeciwlotnicze ZU-23-2.
Wyposażenieciągniki pancerne i gąsienicowe, ciągniki siodłowe, wozy pomocy technicznej, ruchome warsztaty techniczne, przyczepy transportowe, zestawy niskopodwoziowe, sprzęt przeładunkowy, pojazdy specjalne (karetki reanimacyjne, ambulanse stomatologiczne, chłodnie, chlebowozy, cysterny, cysterny paliwowe i wodne).

## Dowódcy
- płk Andrzej Solnica
- gen. bryg. Roman Klecha (2001-2006)
- płk Zbigniew Gawlik (2006-2007) cz.p.o.
- płk Marek Sanak (2007)
- ppłk Jan Zadworny (2007) cz.p.o.
- płk Jacek Mroczek (2007-2010)
- płk Jerzy Dworucha (2010) cz.p.o.
- płk Adam Słodczyk (2010-2016)
- płk Mariusz Skulimowski (2016-2017) cz.p.o.
- płk Szymon Lepiarz (2017-2020)
- gen. bryg. Maciej Siudak (2020-2024)[4]
- gen. bryg. Mieczysław Spychalski (2024-obecnie)[5][6]